# Немерка (Могилёвская область)
Не́мерка (бел. Немерка) — деревня в составе Рясненского сельсовета Дрибинского района Могилёвской области Республики Беларусь.

## История
Упоминается в 1756 году как деревня в великокняжеском имении Рясно в Мстиславском воеводстве ВКЛ.

## Население
- 1999 год — 81 человек
- 2010 год — 62 человека

## Знаменитые земляки
- Ивашков Иван Михайлович — заслуженный учитель БССР.